# Distretto di Phibun Rak
Il distretto di Phibun Rak (in thailandese: พิบูลย์รักษ์) è un distretto (amphoe) della Thailandia, situato nella provincia di Udon Thani.